# Ivan Lendl
Ivan Lendl, född 7 mars 1960 i Ostrava i Tjeckoslovakien, var rankad som världens bästa tennisspelare under en stor del av perioden 1983 till 1990. Vid denna tid hade han emigrerat till USA och bosatt sig på Long Island. Han blev amerikansk medborgare 1992. 
Lendl vann under sin karriär totalt 94 singel- och sex dubbeltitlar. Åtta av titlarna tog han i singel i Grand Slam-turneringar och han nådde vid tiden rekordmånga 19 Grand Slam-finaler. Han rankades som världsetta i omgångar från 1983-89, sammanlagt 270 veckor, vilket då var rekord, senare överträffat av Pete Sampras (286 veckor). 
Lendl upptogs 2001 i International Tennis Hall of Fame.

## Tenniskarriären
Under de första fem åren av sin professionella karriär som tennisspelare vann Lendl, trots flera turneringssegrar för övrigt, ingen av de fyra Grand Slam-turneringarna. Sin första GS-final spelade han 1981, då han i Franska öppna mötte Björn Borg. Han förlorade den finalen över fem set. Borg, som därmed tog sin sista GS-titel, förutspådde emellertid Lendl en lysande framtid som tennisspelare. Lendl förlorade därefter ytterligare tre GS-finaler; 1982-83 US Open mot Jimmy Connors och 1983 Australiska öppna mot svensken Mats Wilander, innan han slutligen 1984 vann sin första singeltitel. Det var i Franska öppna mot John McEnroe. Den finalen är en av de mest dramatiska som spelats där. Lendl låg under med 0-2 i set, tog det tredje med 6-4, men hamnade i underläge med 2-4 i det fjärde. Trots detta lyckades Lendl vinna med siffrorna 7-5 i de båda sista seten mot en allt tröttare McEnroe. 
Senare på säsongen 1984 vann McEnroe över Lendl i finalen i US Open. Denna final var Lendls tredje raka i US Open, och han skulle fortsätta att i en obruten följd spela singelfinaler i den turneringen till och med 1989. Sammanlagt spelade han åtta finaler i US Open, av vilka han vann tre. Den första titeln tog han mot John McEnroe 1985 i tre raka set, den andra året därpå mot Miloslav Mečíř och den sista den följande säsongen (1987) genom seger över Mats Wilander. Finalen 1988 i US Open spelades åter mellan Ivan Lendl och Mats Wilander, en final som Wilander vann i en jämn "batalj" över fem set. Den matchen kan betecknas som höjdpunkten på Wilanders karriär, och innebar att han tog över platsen som världsetta efter Lendl. 
Ivan Lendl fortsatte att vinna singeltitlar i GS-turneringar, den sista 1990 i Australiska öppna, där han besegrade svensken Stefan Edberg i en final som aldrig spelades färdigt, eftersom Edberg vid ställningen 1-1 i set och 5-2 till Lendl i det tredje setet, var tvungen att ge upp på grund av skada.
År 1991 spelade Lendl sin sista GS-final, när han i Australiska öppna förlorade mot Boris Becker över fyra set.
Trots att Lendl satsade målmedvetet och systematiskt under åtskilliga träningstimmar på gräs och trots två finaler, lyckades han aldrig vinna Wimbledonmästerskapen. Flera andra framgångsrika tennisspelare har upplevt samma frustration; Gottfried von Cramm, Ken Rosewall, Fred Stolle och Mats Wilander fick heller aldrig vinna Wimbledon. 
Lendl deltog som lagankare i det tjeckoslovakiska Davis Cup-laget 1978-85. År 1980 vann laget landets enda cup-titel.
Under säsongen 1994 drog sig Ivan Lendl tillbaka från aktivt tävlingsspel.

## Personen och tennisspelaren
Ivan Lendl var enda barnet till två framstående tennisspelare i dåvarande Tjeckoslovakien. Modern, Olga Lendlová, var under en period rankad som nummer två i sitt hemland. Fadern, Jiří Lendl, var president i det tjeckoslovakiska tennisförbundet. Genom sina föräldrar fick Ivan naturligt tidig kontakt med tennisspelet. Han visade inte bara talang, utan han gav tidigt som junior signaler om sin beslutsamhet att bli något stort inom tennisen. 
Det har sagts om Lendl att han var den förste verkliga professionella tennisspelaren. Under sin aktiva karriär tränades han av elitspelaren Tony Roche. Lendl var först att tillämpa moderna rationella träningsmetoder. Hans systematiska intensiva träningsmetoder inkluderade styrketräning och "workout", vilket gav honom en toppfysik och har blivit stilbildande för senare tiders professionella spelare. Lendls spelstil karakteriserades av attackerande grundslag från baslinjen, utan defensiva inslag, vilket är typiskt också för många av dagens tennisproffs. Oavsett var han befann sig på banan spelade han hårda returer som han slog som potentiella vinnarslag. Hans forehandslag var mycket kraftfulla med excessiv överskruv (topspin) och han var känd för att leverera världens bästa servereturer. Hans egen servar var mycket hårda och svårreturnerade. Lendl var en mycket konditionsstark spelare som med sitt envisa, föga varierade spel, tröttade ut motståndaren. Lendl utövade stort inflytande med sina träningsmetoder och spelstil på bland andra Pete Sampras som han tränade under en period. 
Lendls baslinjebaserade spelstil passade framförallt för hårda underlag. För att öka sina chanser på gräsunderlaget i Wimbledonmästerskapen, tränade han under en period av sin karriär serve-volley-spel, vilket visserligen förde honom till två finaler i turneringen, men inte gav honom den eftertraktade titeln. Kommentatorer har ansett att hans försök att ändra spelstil var onödigt, eftersom såväl Björn Borg som Jimmy Connors, lyckades vinna Wimbledon trots att de båda var baslinjespelare. Inför US Open-turneringarna brukade Lendl hyra samma arbetare som för året hade lagt hardcourtbanan i Flushing Meadows. Dessa fick anlägga en exakt kopia av huvudbanan på Lendls ägor i Long Island. 
Ivan Lendl blev inte någon publikfavorit och hyllades aldrig, trots sina fantastiska framgångar som idrottsman, som "superstjärna", han tilldelades det föga smickrande citronpriset för suraste spelaren under Franska öppna 1982 av media. Tvärtom var publiken, media och motståndarna oftast reserverade inför honom. Hans spel uppfattades som tråkigt och metodiskt i jämförelse med rivalerna John McEnroe och Jimmy Connors. Som person kunde Lendl uppfattas som en målmedveten, fåordig och kylig asket utan andra mål än seger på tennisbanan. Trots sina framgångar i Grand Slam-turneringar, med resultat som kan sägas överglänste rivalernas, stod han ändå i skuggan av Borg, McEnroe, Connors, Wilander och Becker, till följd av sin föga publikfriande personlighet. Tidskriften "Sport Illustrated" kallade honom i en artikel för "mästaren som ingen bryr sig om". Artikeln gjorde Lendl djupt upprörd, och han vägrade genomföra ytterligare intervjuer med tidskriften.
Efter tenniskarriären, som han tvingades avsluta på grund av en envis ryggskada, har han börjat spela golf. Detta gör han numera på elitnivå med handicap 0. 
Ivan Lendl är gift med Samantha, och har fem döttrar. Han är ordförande i en idrottsförening och driver en Racquets-klubb.

## Grand Slamfinaler

### Singeltitlar (8)
| År   | Turnering         | Finalmotståndare | Setsiffror              |
| ---- | ----------------- | ---------------- | ----------------------- |
| 1984 | Franska Öppna     | John McEnroe     | 3–6, 2–6, 6–4, 7–5, 7–5 |
| 1985 | US Open           | John McEnroe     | 7–6, 6–3, 6–4           |
| 1986 | Franska Öppna     | Mikael Pernfors  | 6–3, 6–2, 6–4           |
| 1986 | US Open           | Miloslav Mecir   | 6–4, 6–2, 6–0           |
| 1987 | Franska öppna     | Mats Wilander    | 7–5, 6–2, 3–6, 7–6      |
| 1987 | US Open           | Mats Wilander    | 6–7, 6–0, 7–6, 6–4      |
| 1989 | Australiska öppna | Miloslav Mecir   | 6–2, 6–2, 6–2           |
| 1990 | Australiska öppna | Stefan Edberg    | 4–6, 7–6, 5–2 (retired) |

### Finalförluster (Runner-ups) (11)
| ! År | Turnering         | Finalmotståndare | Setsiffror              |
| ---- | ----------------- | ---------------- | ----------------------- |
| 1981 | Franska öppna     | Björn Borg       | 6–1, 4–6, 6–2, 3–6, 6–1 |
| 1982 | US Open           | Jimmy Connors    | 6–3, 6–2, 4–6, 6–4      |
| 1983 | Australiska öppna | Mats Wilander    | 6–1, 6–4, 6–4           |
| 1983 | US Open           | Jimmy Connors    | 6–3, 6–7, 7–5, 6–0      |
| 1984 | US Open           | John McEnroe     | 6–3, 6–4, 6–1           |
| 1985 | Franska öppna     | Mats Wilander    | 3–6, 6–4, 6–2, 6–2      |
| 1986 | Wimbledon         | Boris Becker     | 6–4, 6–3, 7–5           |
| 1987 | Wimbledon         | Pat Cash         | 7–6, 6–2, 7–5           |
| 1988 | US Open           | Mats Wilander    | 6–4, 4–6, 6–3, 5–7, 6–4 |
| 1989 | US Open           | Boris Becker     | 7–6, 1–6, 6–3, 7–6      |
| 1991 | Australiska öppna | Boris Becker     | 1–6, 6–4, 6–4, 6–4      |